# Assé-le-Bérenger
Assé-le-Bérenger település Franciaországban, Mayenne megyében. Lakosainak száma 419 fő (2022. január 1.). Assé-le-Bérenger Sainte-Gemmes-le-Robert, Saint-Georges-sur-Erve, Voutré és Évron községekkel határos.

## Népesség
A település népességének változása:
| Lakosok száma | 348  | 271  | 298  | 385  | 431  | 435  | 450  | 460  | 466  | 419  |
|               | 1968 | 1982 | 1990 | 2006 | 2013 | 2015 | 2017 | 2019 | 2020 | 2022 |